# Escuinapa de Hidalgo
Escuinapa de Hidalgo es la sexta ciudad en importancia en el estado de Sinaloa, México, además es sede de gobierno del municipio de Escuinapa.
Localizada a 50 kilómetros del límite entre Sinaloa y Nayarit, es una ciudad con vocación agrícola, pesquera y de servicios. Cuenta con un centro histórico mixto, que con el tiempo se ha ido deteriorando debido al desinterés que existe entre el gobierno y la sociedad, los edificios del primer cuadro de la ciudad que aún se conservan son de tipo colonial Mexicano y Porfiriano, por ello hoy en día se discute si algunos de estos edificios merecen ser rescatados y/o remodelados o no. Es también el último municipio del estado por su ubicación, debido a ello en ocasiones suele llamársele "el último eslabón".

## Toponimia
Escuinapa, vocablo náhuatl que proviene del aztequismo itz-cui-na-pan. Está compuesto de itzcuintli, “perro”; a de atl, “agua”; y pan, “en”; el topónimo significa por lo tanto “en el agua del perro” o “donde hay perros del agua” o “río de los perros”.

## Historia
Se tiene conocimiento de que los primeros pobladores de esta región fueron descendientes de la raza azteca, quienes aprovecharon la sal de las marismas, la caza y la pesca y se establecieron fundando un poblado de nombre Ahuchén.
Los pobladores de Ahuchén abrumados por los mosquitos que trasmitían fiebre, la tierra salitrosa y el constante asedio de los piratas, se trasladaron a otro lugar al sur, y fundaron una comunidad que llamaron "Pueblo Viejo". Sin embargo, pronto se vieron en la necesidad de volver a emigrar por los constantes ataques de bandoleros. A poca distancia encontraron un lugar con mayor seguridad y formaron un nuevo pueblo que llamaron Izquinapa.
En 1602 había 20 vecinos en el poblado de Izquinapa hoy Escuinapa, pero no se registran sus nombres.
La división territorial de Sinaloa en tres provincias Sinaloa, Culiacán y Chametla, no se modificó hasta la primera mitad del siglo XVIII en que la última, con cabecera en el Real del Rosario, se subdivide para formar dentro de su jurisdicción, otras dos: la provincia de San José de Copala, con cabecera en San Sebastián, la de Mayola, con cabecera en la población de su nombre, y la provincia de Rosario, con cabecera en ese Real de Minas, a la cual pertenecían los poblados de Escuinapa y Chametla.
El sistema de intendencias implantado en 1786 cambia la denominación de provincias por departamentos.
La Intendencia de Arizpe, formada por Sonora y Sinaloa, se divide internamente en subdelegaciones, quedando ocho en Sinaloa: Álamos, El Fuerte y Sinaloa, que formaron el departamento de El Fuerte, Culiacán y Cosalá integraron el departamento de Culiacán; Copala, Maloya y Rosario, el departamento de San Sebastián, a este último pertenecía Escuinapa.
La Constitución de Cádiz en el artículo 310, contempla la instalación de los ayuntamientos en poblaciones que tuvieran más de mil habitantes.
En 1814 Fernando VII deroga la Constitución, pero se vuelve a reinstalar en 1820; a partir de este momento se instalan los primeros ayuntamientos en Sinaloa.
La separación de Sonora y Sinaloa en 1823 no afectó en absoluto la división interna del territorio sinaloense el cual había permanecido sin alteraciones desde 1786. Sin embargo, en 1824 la federación decreta una nueva forma de gobierno y establece el Estado Interno de Occidente, formado con la unión de los actuales estados de Sonora y Sinaloa.
La Constitución Política del Estado de Occidente divide internamente en cinco departamentos al estado, quedando dentro de Sinaloa tres de ellos: departamento de El Fuerte, compuesto por el partido de su nombre, el de Álamos y el de Sinaloa; el departamento de Culiacán, que comprendía el partido de su nombre y el de Cosalá; y el departamento de San Sebastián, compuesto por el partido de su nombre, el de San Ignacio de Piaxtla y el partido de Rosario, al que continuaba perteneciendo Escuinapa. La Constitución del Estado de Occidente contemplaba para su gobierno interior, la instalación de ayuntamientos en cada cabecera de partido y en los pueblos que tuvieran tres mil habitantes.
En 1830 se decreta la separación definitiva de Sonora y Sinaloa y se forman dos entidades federativas. El estado de Sinaloa se dividió en once distritos con sus respectivos partidos. Escuinapa quedó bajo la jurisdicción del distrito de Rosario.
Con la Ley de Municipalidades de 1861, se subdividen los ayuntamientos en alcaldías o juecías mayores, y se instalan las prefecturas suprimiendo las jefaturas políticas. En 1868 Escuinapa era uno de los tres ayuntamientos que conformaban el distrito de Rosario, teniendo bajo su administración la alcaldía de su nombre. Ya en 1870, la municipalidad de Escuinapa contaba con dos alcaldías, la de su nombre que estaba formada por las celadurías del Palmito y la Agachada, con cabecera en la Villa de Escuinapa y la otra en La Concepción, formada con el pueblo de ese nombre y sin celaduría. La población de la municipalidad se estimaba entonces en 3,413 habitantes.
En 1912 se aprueba la Ley núm. 21 sobre la creación de municipalidades como forma interna del gobierno estatal, pero es hasta 1915 en que se suprimen las directorías políticas, cuando se erigen los primeros once municipios libres, siendo Escuinapa uno de ellos, creado por Decreto del 7 de septiembre de 1915 y ratificada su categoría en la Constitución de 1917.

## Demografía
Según los datos del XIV Censo de Población y Vivienda del Instituto Nacional de Estadística y Geografía, Escuinapa cuenta con una población de 33,924 habitantes, convirtiéndola en la 6ª ciudad más poblada de Sinaloa por debajo de Culiacán Rosales, Mazatlán, Los Mochis, Guasave y Guamúchil.

### Población de Escuinapa de Hidalgo 1900-2020
| Gráfica de evolución demográfica de Escuinapa de Hidalgo entre 1900 y 2020                        |
|                                                                                                   |
| Población de los censos del Instituto Nacional de Estadística y Geografía (INEGI) de 1900 a 2020. |

## Juego de Ulama
El juego de Ulama, es un juego prehispánico practicado por los antiguos habitantes de la zona, los Totorames; si bien este grupo indígena hoy en día no existe, han dejado el legado a sus descendientes; este juego era muy similar al desarrollado por los Mayas en la zona de la Península de Yucatán. Hoy en día son escasas las personas que practican este juego. En Sinaloa solo se puede ver la práctica de esta herencia prehispánica en Escuinapa de Hidalgo municipio de Escuinapa y en El Quelite municipio de Mazatlán.

## Centro Íntegramente Planeado  Sustentable Playa Espíritu
En el año 2008 el presidente de la República Felipe Calderón dio a conocer la construcción del centro turístico más importante de México; originalmente se había planeado con una oferta turística de 40, 000 habitaciones, con un frente de costa de 12 kilómetros, marinas, centros comerciales, hoteles, centro de negocios, canales de navegación, áreas verdes, campos de golf, teatros, universidades y aeropuerto.

## Servicios generales
- ISSSTE
- IMSS
- Hospital General de Especialidades de Escuinapa

Además de los servicios de Salud de Sinaloa. En esta ciudad, se amplió la clínica ISSSTE, la cual la asciende a nivel 2. Esta clínica ya cuenta con especialistas y brinda servicio principalmente a los derechohabientes de los municipios de Escuinapa y El Rosario en Sinaloa; así como Huajicori, Acaponeta y Tecuala en Nayarit. El Hospital General de Especialidades que se construye en la ciudad, es otro avance más en materia de salud; su conclusión estaba programada para el primer semestre del 2010, sin embargo no fue así, pero hoy en día las obras continúan para finalizar, si es posible antes de que la presente administración municipal y estatal den por concluidos sus periodos el 31 de diciembre del presente año.
La ciudad se localiza a unos 198 km al norte de Tepic, Nayarit; y a 90 km al sur de Mazatlán, Sinaloa.
Cuenta con tres tiendas de autoservicio Casa Ley Fiesta Compacta, Soriana Express y Mi Bodega Aurrera. Así como Elektra, Milano, Coppel, entre otros.